# Andrew Alberts
Andrew James Alberts, född 30 juni 1981, är en amerikansk professionell ishockeyspelare som spelar för Vancouver Canucks i NHL. Han har tidigare representerat Carolina Hurricanes, Philadelphia Flyers och Boston Bruins.
Alberts draftades i sjätte rundan i 2001 års draft av Boston Bruins som 179:e spelare totalt.